# Hypascleroides socotrensis
Hypascleroides socotrensis es una especie de coleóptero de la familia Oedemeridae.

## Distribución geográfica
Habita en Yemen.